# Ribitolo 2-deidrogenasi
La ribitolo 2-deidrogenasi è un enzima appartenente alla classe delle ossidoreduttasi, che catalizza la seguente reazione:
ribitolo + NAD+ ⇄ D-ribulosio + NADH + H+